# Tuzla (district)
Tuzla is een Turks district in de provincie Istanbul en telt 165.239 inwoners (2007). Het district heeft een oppervlakte van 67,9 km².
De bevolkingsontwikkeling van het district is weergegeven in onderstaande tabel.
| 1997   | 2000    | 2007    |
| ------ | ------- | ------- |
| 90.170 | 123.225 | 165.239 |

Tuzla is bekend geworden door de Grand Prix van Turkije gehouden op het circuit Istanbul Park.